# The Hank McCune Show
The Hank McCune Show ist eine US-amerikanische Comedy-Fernsehserie. Die von Samuel Z. Arkoff produzierte Serie gilt als eine der ersten Sitcoms überhaupt. Gesendet wurde die Serie erstmals 1949 bei einem Lokalsender in New York, die landesweite Ausstrahlung erfolgte 1950 auf NBC.

## Handlung
Die Serie handelt von Hank McCune und seinem Freund Hanley Stafford, die gemeinsam einen Bungalow bewohnen. Hanley, ein erfolgreicher Banker, bereut jedoch das Zusammenleben mit Hank Tag für Tag, da sie durch dessen Tollpatschigkeit ständig in neue missliche Lagen geraten. Eigentlich will Hank auch nur ein erfolgreiches Leben führen, was er sich durch seine andauernden Missgeschicke und Tölpeleien jedoch immer wieder selber verbaut.

## Hauptfiguren
- Hank McCune ist ein sehr neugieriger Mensch und hat eigentlich stets gute Absichten. Durch seine Tollpatschigkeit geschehen jedoch immer wieder haarsträubende Missgeschicke, die ihn und Hanley in kuriose Situationen bringen.
- Hanley Stafford ist Hanks Freund und Mitbewohner. Er arbeitet seit 18 Jahren bei einer Bank und steht kurz vor der Beförderung zum Vize-Direktor, diese Beförderung kommt aber aufgrund von Hanks Missgeschicken nicht zustande.

## Hintergrund
Die Idee für die Sendung hatten McCune und Produzent Arkoff bereits im Jahr 1947, als sie Pläne für eine neue Art von Fernsehserie, nämlich durch Situationskomik geprägte Comedy, entwickelten. Das Budget betrug pro Folge 5500 US-Dollar. The Hank McCune Show war die erste Comedyserie im Programm der NBC.
Die Hank McCune Show wurde ohne Publikum aufgezeichnet. Bei der Nachbearbeitung kam erstmals die von Charles Douglass entwickelte Laff-Box zum Einsatz, mit der der Toningenieur verschiedene Lachgeräusche zu den Filmaufnahmen einspielen konnte. Die Serie ist somit der erste Einsatz einer Lachkonserve im Fernsehen. Die eingespielten Lacher sollten unter anderem dazu dienen, den Zuschauern das neue Format der Comedysendung näher zu bringen, außerdem sollte es sie ermuntern, auch einmal über missliche Situationen anderer zu lachen.
Die Serie wurde erstmals zwischen dem 9. September und dem 2. Dezember 1950 landesweit ausgestrahlt, jeweils eine Episode samstags im Abendprogramm um 19 Uhr. Die Produktion wurde nach der ersten Staffel eingestellt und die Show für die Content-Syndication freigegeben.